# نظمي النصر
نظمي النصر هو الرئيس التنفيذي السابق لمشروع مدينة نيوم، والرئيس التنفيذي السابق لجامعة الملك عبد الله للعلوم والتقنية. وعضو الهيئة الاستشارية في المجلس الاقتصادي الأعلى السعودي. وعضو مجلس الأمناء لمركز الملك عبد العزيز للحوار الوطني.

## التعليم
حصل على درجة البكالوريوس في تخصص الهندسة الكيميائية عام 1978م من جامعة الملك فهد للبترول والمعادن في الظهران في المملكة العربية السعودية.

## الحياة العملية
بدأت حياته العملية في عام 1978م فور حصوله على شهادة الهندسة الكيميائية من جامعة الملك فهد للبترول والمعادن، حيث انضم إلى أرامكو السعودية وأمضى السنوات الثلاث الأولى من تعيينه موظفاً في إدارة الخدمات الهندسية. بدأ نظمي في عام 1981م بالعمل على تنفيذ شبكة الغاز الرئيسة في المملكة أحد أكبر المشاريع الصناعية آنذاك، وهو برنامج يهدف إلى توفير الإمدادات للصناعات البتروكيماويّة في مدينتي الجبيل وينبع الصناعيتين، وانتهى المشروع في عام 1984م، ويُعد حالياً من أكبر شبكات النقل الهيدروكربوني، وأحد أهم مشاريع المملكة للتنويع الاقتصادي والتطويري.
في العام 1986م تمت ترقيته إلى منصب مدير مشاريع ليتولى مسؤوليّة كافة البرامج الرئيسة لحقل الغوار للزيت. بدأ في عام 1991م بإدارة برنامج ضخم وشرس لزيادة إنتاج النفط الخام في حقل غوار، ما أسهم في ضمان قدرة المملكة عن سد أي عجز في الإنتاج الذي كان يحدث بسبب توقف إنتاج النفط من العراق والكويت إبان حرب تحرير الكويت، وفي غضون سنتين اكتمل هذا المشروع وبدأ الإنتاج منه فعلياً في عام 1993م. بعد ذلك بعامين، أي سنة 1995م، تم تعيينه مديراً لبرنامج تطوير حقل الشيبة الذي يقع في الربع الخالي، وهو مشروع عملاق بدأ الإنتاج منه في منتصف عام 1998م. انتقل بعد ذلك إلى العمل في إدارة التخطيط العام لشركة أرامكو مديراً لقسم التخطيط طويل المدى حيث تولّى مسؤولية إعداد استراتيجيات الشركة وخطط أعمالها.
عين في عام 2003م كعضو منتدب في شركة Saudi Petroleum Overseas Ltd. (SPOL). وتعمل هذه الشركة، التي تعد أحد فروع شركة أرامكو السعودية، على تأمين المبيعات الدولية، وخدمات التسويق والشحن للنفط الخام، وغاز النفط المسيّل، والمنتجات النفطيّة والكبريتية المخصصة للمستهلكين في أوروبا وإفريقيا وأميركا الجنوبية. في عام 2004م، تولّى منصب المدير التنفيذي لخدمات أحياء السكن. وفي عام 2006م، عيّن نائباً لرئيس الخدمات الهندسية، وعُين في نفس العام نائباً لرئيس مشروع تطوير جامعة الملك عبدالله للعلوم والتقنية (كاوست) حيث تمكن من تسريع عملية بناءها مُستفيداً من خبراته السابقة في بناء المجمع النفطي النائي شيبة قبل عقد.
تم تعيينه كرئيس مؤقت لكاوست منذ بداية الجامعة في عام 2006م، وأصبح منذ عام 2008م نائب رئيس الشؤون الإدارية والمالية لكاوست، تنحى نظمي عن منصبه في أرامكو السعودية في 31 مارس، 2013م وتفرغ بالكامل لاستكمال عمله في نفس المنصب.
أمضى نظمي النصر نصف خدمته التي تصل إلى 32 عاما في العمل مع الشركات الدولية الهندسية والاستشارية في الولايات المتحدة، والمملكة المتحدة، وهولندا، واليابان، فيما أمضى النصف الثاني من مسيرته المهنيّة في المملكة العربية السعودية وخصوصاً في حقول النفط مثل الغوار والسفانية وشيبة.
عين عضواً في الهيئة الاستشارية في المجلس الاقتصادي الأعلى السعودي بناء على الأمر الملكي الكريم رقم (أ/68) وتاريخ1435/5/3 هـ القاضي بإعادة تكوين الهيئة الاستشارية للشؤون الاقتصادية في المجلس وذلك لمدة عامين اعتباراً من تاريخ هذا الأمر.
عين بموافقة الملك عبدالله بن عبدالعزيز عضواً بمجلس الأمناء لمركز الملك عبد العزيز للحوار الوطني بتاريخ 14/7/2014 الموافق 17/9/1435هـ، وعين في عام 2017م كرئيس مؤقت لمركز الملك عبدالله للدراسات والبحوث البترولية، وعين كرئيس مؤقت لكاوست في يوليو 2017م.
تم تعيينه في 3 يوليو 2018م كمدير تنفيذي لمشروع مدينة نيوم، حيث سيكون مسؤولاً عن تطوير الاستراتيجيات، وتطوير خطط الأعمال للقطاعات الاقتصادية الأساسية فيها بدءاً من 1 أغسطس 2018م.
وقد غادر نظمي النصر الرئاسة التنفيذية في 12 نوفمبر 2024م.

## الحياة الشخصية
المهندس نظمي النصر متزوج ولديه ابن وثلاث بنات، جميعهم يعملون في شركة أرامكو السعودية، عدا أكبر بناته نور والتي تعمل في أحد البنوك.

## كتابات
- «الوطن» قبل كل شيء!
- عندما كان «القطيفي» يصلّي خلف «القصيمي»!

## وصلات خارجية
- السيرة الذاتية على موقع جامعة الملك عبد الله للعلوم والتقنية
- الهيئة الاستشارية في المجلس الاقتصادي الأعلى
- خادم الحرمين الشريفين يوافق على تشكيل مجلس أمناء جديد لـ «الحوار الوطني